# Dichostates partealbicollis
Dichostates partealbicollis là một loài bọ cánh cứng trong họ Cerambycidae.